# Marija Fjodorowna Nagaja

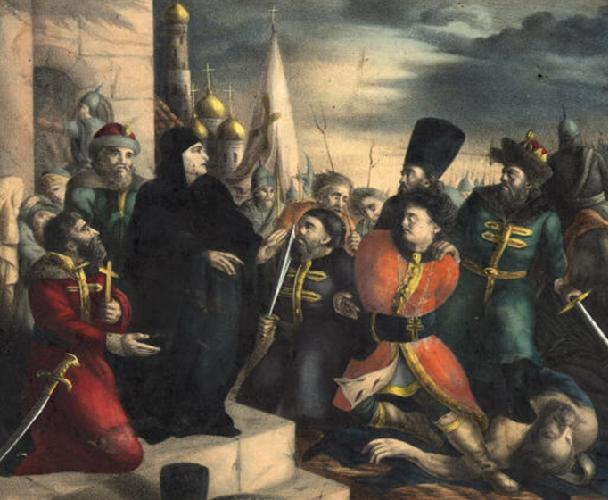
„Zarin Marfa entlarvt den falschen Dmitri“, Farblithographie nach einer Zeichnung von V. Babushkin, Mitte 19. Jahrhundert

Marija Fjodorowna Nagaja (russisch Мария Фёдоровна Нагая; * 8. Februar 1553; † 20. Juli 1612) war als siebente und letzte Gattin Iwans IV., des Schrecklichen und 1580–1584 Zarin von Russland.

## Leben
Marija Nagaja war eine Tochter von Fjodor Fjodorowitsch Nagoi und eine Nichte von Afanassi Nagoi, der u. a. als russischer Gesandter am Hof des Krim-Khans fungierte. Afanassi Nagoi vermittelte erfolgreich die Heirat seiner Nichte mit Zar Iwan IV. Die Hochzeit des Paars wurde im September 1580 gefeiert. Um dieselbe Zeit vermählte sich Iwans geistig zurückgebliebener Sohn Fjodor mit Irina Godunowa, der Schwester von Iwans mächtigem Vertrauten Boris Godunow. Iwan IV. war seine Ehe mit Marija Nagaja nicht sehr wichtig, und da er zur Stärkung seiner Position im Livländischen Krieg ein Militärbündnis mit England anstrebte, warb er um die Hand von Mary Hastings, einer Verwandten der Königin Elisabeth I. Der russische Gesandte in London, Pissemski, erklärte, dass der Zar zur Ermöglichung dieser Ehe seine Gattin Marija Nagaja verlassen würde. Doch Elisabeth I. lehnte das Ansuchen des Zaren ab.
Nachdem der Zar im November 1581 seinen Sohn und Thronfolger, Iwan Iwanowitsch, im Affekt erschlagen hatte, worüber er in extreme Trauer verfiel, gebar ihm Marija Nagaja noch am 19. Oktober 1582 einen weiteren Sohn, Dmitri. Trotzdem erholte sich Iwan IV. nicht mehr und starb am 18. März 1584 im Alter von 54 Jahren in Moskau.
Nun bestieg Iwans Sohn Fjodor den Thron. Da er aber regierungsunfähig war, stand ihm nach dem letzten Willen seines Vaters ein Regentschaftsrat zur Seite, dessen mächtigstes Mitglied Boris Godunow als Schwager des neuen Zaren war. Godunow fürchtete den Einfluss von Marija Nagaja am Hof und stiftete Zar Fjodor I. an, sie und ihren Sohn Dmitri aus Moskau zu entfernen und nach der an der Wolga gelegenen Stadt Uglitsch zu verbannen. Dort lebten die Zarenwitwe und ihr Sohn unter der Aufsicht des von Godunow eingesetzten Bojaren Bitjagowski, mit dem Marija Nagaja in ständigem Streit lag. 1587 löste Godunow den Regentschaftsrat auf und fungierte fortan als alleiniger Regent für den Zaren.
Als Dmitri im Mai 1591 an einer Stichwunde am Hals starb, beschuldigte seine Mutter Marija Nagaja Bitjagowski des Mordes, woraufhin dieser und mehrere seiner Gefolgsleute von einer erregten Volksmenge umgebracht wurden. Im Hintergrund stand das Gerücht, dass die vermeintliche Ermordung Dmitris von Godunow angeordnet wurde. Eine von Godunow an den Ort des Geschehens entsandte Untersuchungskommission, die unter der Führung von Gelassi, dem Metropoliten von Krutiza, sowie des Bojaren Wassili Schuiski stand, kam zu dem Schluss, dass Dmitri sich während eines epileptischen Anfalls selbst in die Kehle gestochen habe und an den Folgen der hierbei verursachten Verletzung gestorben sei. Deshalb sei seine Mutter im Unrecht gewesen, Bitjagowski einen Mord anzulasten und das Volk zu dessen Niedermetzlung anzustacheln. Daraufhin wurde Marija Nagaja als Nonne Marfa in ein Kloster gesteckt; weitere Angehörige ihrer Familie mussten ins Exil gehen.
Nach dem Tod Fjodors I. im Januar 1598 vermochte sich Godunow als neuer Herrscher durchzusetzen; seine Krönung zum Zaren erfolgte am 1. September 1598. Doch gab es nach einiger Zeit Gerüchte, dass Marija Nagajas Sohn nicht tot sei, sondern noch versteckt vor Godunow lebe. Tatsächlich gab ein Falscher Dmitri bald vor, der Sohn der Zarenwitwe zu sein und erlangte 1603 in Polen beträchtliche Unterstützung durch die dortigen Magnaten. Godunow ließ Marija Nagaja aus ihrem Kloster zur Befragung nach Moskau bringen. Sie weigerte sich aber, den Tod ihres Sohns zu bestätigen, woraufhin die russische Kirche erklärte, der Prätendent sei in Wirklichkeit der seines Amtes enthobene Mönch Grigori Otrepjew.
Mit Hilfe polnischer Adliger stellte der falsche Dmitri ein Heer auf und drang 1604 in Russland ein. Nach dem am 13. April 1605 erfolgten Tod Godunows gingen die russischen Truppen zum Usurpator über; Godunows Sohn Fjodor und Gattin wurden am 10. Juni 1605 ermordet. Zehn Tage später zog der falsche Dmitri in Moskau ein und wurde am folgenden Tag zum Zaren gekrönt. Er ließ Maria Nagaja nach Moskau holen, die ihn als ihren Sohn anerkannte. Auch die Familienmitglieder der Zarenwitwe wurden wieder in ihre Würden eingesetzt und sie erhielten ihr konfisziertes Vermögen zurück. Nachdem der falsche Dmitri bereits am 17. Mai 1606 im Zuge einer Revolte ermordet worden war, erklärte Marija Nagaja, sie sei gezwungen worden, den Hochstapler als ihren Sohn anzuerkennen. Sie lebte nun wieder als Nonne und starb sechs Jahre später.